# Петрушевич Петро Теофілович
Петруше́вич Петро Теофілович (22 липня 1870, с. Ляховичі Подорожні— 1924, с. Ланчин)— український лікар, військовик, громадський діяч, підполковник Української Галицької Армії.

## Біографія
Петро Петрушевич народився 22 липня 1870 року у селі Ляховичі Подорожні (нині с. Подорожнє Стрийського району Львівської області). Батько Теофіль Петрушевич був деканом Єзупільського деканату, походив з священицького роду Петрушевичів.
Закінчив медичний факультет Краківського університету (1900). У 1910—1912 роках здобував спеціалізацію з лікування шкірних і венеричних хвороб у Відні та Граці.
Військову службу розпочав у 1891 році в 58-му піхотному полку Австро-Угорщини. Був військовим лікарем під час Першої світової війни. У 1918—1919 роках обіймав посаду головного санітарного лікаря Коломийської окружної військової команди, шефа санітарної служби військової округи Коломия. Мав звання лікаря-майора.
Після війни займався громадською діяльністю, зокрема контролем санітарного стану табору для інтернованих і полонених у Косачеві. У 1920 році став обвинуваченим у справі про недбале виконання службових обов'язків, що призвело до загибелі польських військовополонених. Провів 18 місяців у львівській в'язниці, був повністю виправданий судом присяжних у 1921 році.
Помер 1924 року в селі Ланчин (нині Надвірнянський район Івано-Франківської області).

## Родина
- Батько— о. Теофіль Петрушевич, парох у Єзуполі.
- Троюрідний брат— Євген Петрушевич, голова Західноукраїнської Народної Республіки.
- Брат— Іван Петрушевич, економіст і кооперативний діяч, учасник Конференції ООН 1945 року.